# Web Embedding Fonts Tool
Web Embedding Fonts Tool – darmowy program firmy Microsoft służący do zagnieżdżania fontów w dokumentach HTML przeznaczonych do oglądania w przeglądarce Internet Explorer.
W tradycyjnych dokumentach HTML w World Wide Web fonty wyświetlane w komputerze użytkownika są pobierane z jego własnego komputera. Gdy autor strony zamierza zaprezentować fragmenty dokumentu za pomocą własnych fontów, których nie mają w swoich komputerach czytelnicy strony, może skorzystać z techniki WEFT. Dzięki niej możliwe jest wyświetlenie wybranych fragmentów tekstu za pomocą specyficznych fontów, zwłaszcza ozdobnych, które nie są standardowo dostarczane z systemem operacyjnym.
WEFT pozwala utworzyć wirtualne fonty (Embedded OpenType – rozszerzenie .eot) imitujące oryginalne fonty z komputera autora. Wymaga to trzech kroków:
- Wprowadzenia specjalnych kodów w dokumencie HTML.
- Wygenerowania plików z wirtualnymi fontami.
- Wysłania plików HTML i plików z fontami na serwer.

Wirtualne fonty Embedded OpenType mają kilka specyficznych cech:
- Na stronach można zagnieżdżać tylko te fonty, których twórcy na to zezwolili.
- Font taki nie jest instalowany w systemie użytkownika, lecz jest doraźnie wykorzystywany przez przeglądarkę. Czytelnik strony nie może go wykorzystać w innych aplikacjach.
- Inni webmasterzy nie mogą wykorzystać definicji fontu zagnieżdżonego na stronie jej autora, jeśli ten wyraźnie sprecyzuje strony, na których dany font będzie działać.
- Fonty są cache'owane przez przeglądarkę, dzięki czemu nie trzeba ich za każdym razem wczytywać z sieci.
- Technikę WEFT interpretuje przeglądarka Internet Explorer od wersji 4 wzwyż. Nie jest ona obsługiwana przez żadne inne przeglądarki (nakładki na IE typu Avant Browser czy Maxthon nie liczą się jako inne przeglądarki).

Analogiczną funkcję pełni technika TrueDoc zaprezentowana przez firmę Bitstream, natomiast open source'ową alternatywą dla Microsoft WEFT jest "ttf2eot" .